# Obligatio est iuris vinculum
Obligatio est iuris vinculum quo, necessitate, adstringimur alicuius solvendae rei, secundum nostrae civitatis iura è una locuzione latina e un brocardo che si trova in Giustiniano, Istituzioni (I. 3,13 Pr)); in italiano si può rendere come: 
"L'obbligazione è un vincolo giuridico, in forza del quale si può costringere taluno all'adempimento di una prestazione, secondo le leggi del nostro Stato".
La locuzione è talora usata per mettere in evidenza la mancata definizione del rapporto obbligatorio. 
Questa definizione elaborata da Gaio nelle sue Institutiones, e facente parte del Corpus iuris civilis di Giustiniano, ha avuto un peso nello sviluppo del diritto romano e, attraverso questo, dei sistemi giuridici occidentali e, in parte orientali, moderni, rivestendo negli stessi un'ancora fortissima attualità.
Con il brocardo, si indica in sostanza l'esistenza di un vincolo giuridico (ossia obbligatorio) che intercorre tra due o più soggetti e che è suscettibile di valutazione economica. I soggetti interessati negli esempi classici sono "il creditore" (cioè colui che comunemente dà in prestito una somma di danaro) e "il debitore" (che viceversa riceve una somma di danaro). Ciò che crea oggetto di obbligazione è una res solvenda, vale a dire un comportamento del soggetto stabilito dalla legge e prende il nome di prestazione.
Facendo riferimento alle fonti storiche, possiamo affermare che secondo la bipartizione gaiana delle fonti delle obbligazioni esse nascono o per contratto (atto lecito) o per delitto (atto illecito). 